# Rainer Pusch
Rainer Pusch (* 26. April 1954 in Nürnberg) ist ein deutscher Tenorsaxophonist des Modern Jazz.

## Leben und Wirken
Pusch erhielt ab dem zwölften Lebensjahr Saxophonunterricht. Bis zum Vordiplom studierte er an der Universität Heidelberg Mathematik und Physik, um dann Berufsmusiker zu werden. Ab 1977 nahm er Unterricht bei Pony Poindexter, dann bei George Coleman, bevor er 1981 bis 1983 am Berklee College of Music seine Ausbildung formal abschloss. In dieser Zeit spielte er bei Doug Hammond, ging mit der Crew von Frédéric Rabold auf internationale Tournee und nahm 1980 sein erstes Album mit eigenem Quartett auf. 1984 gründete er in Heidelberg neben seinen Combos eine Big Band, mit der er 1986 in Südfrankreich tourte und mit Art Farmer und Peter Herbolzheimer auftrat. 1988 führte er bei den Mannheimer Jazztagen seine Vertonung des Gedichtes „Die Dunkelheit ist da“ (Elisabeth Alexander) auf. Im Folgejahr war er mit Horace Parlan auf Tournee und arbeitete im Duo mit Alex Donner. Weiterhin spielte er im Trio mit Claudine François und John Betsch sowie mit Albert Mangelsdorff, Emil Mangelsdorff, Leszek Zadlo, Adelhard Roidinger, Karl Berger und Peter Kowald. 1992 tourte er mit Peter Bockius in Indonesien und zog nach Südfrankreich, wo er mit Musikern wie Siegfried Kessler oder Patrice Héral auftrat. Seit 1997 beschäftigt er sich eingehend mit indischer Musik, arbeitete für die Bollywood-Studios sowie mit Musikern wie Louis Banks und Amit Heri und mit der eigenen Indojazz-Gruppe Karuna zusammen. In seinem Quartett Reloaded spielen Thomas Stabenow, Michael Kersting und Martin Scales.

## Diskographische Hinweise
- Rainer Pusch Meets Horace Parlan (1989)
- The Beginning and the End (1997)
- In between those Changes (1995)

## Lexigraphische Einträge
- Martin Kunzler: Jazz-Lexikon. Band 2: M–Z (= rororo-Sachbuch. Bd. 16513). 2. Auflage. Rowohlt, Reinbek bei Hamburg 2004, ISBN 3-499-16513-9.